# أوليفر شميت
أوليفر شميت (بالألمانية: Oliver Schmidt)‏ (و. 1973  م) هو لاعب كرة قدم، من ألمانيا، ولد في برلين، يلعب كقلب الدفاع (كرة القدم).

## روابط خارجية
- أوليفر شميت على موقع قاعدة بيانات كرة القدم.إي يو (الإنجليزية)
- أوليفر شميت على موقع بيانات كرة القدم. دي إي (الألمانية)